# Liste des séries parues dans le Weekly Young Magazine
Weekly Young Magazine (週刊ヤングマガジン, Shūkan Yangu Magazin) est un magazine hebdomadaire japonais de manga publié par Kōdansha. Le magazine a débuté en 1980.

## Mode d'emploi et cadre de recherche
- Le tableau est triable.
  - Le tableau est, par défaut, affiché dans l'ordre d'apparition. Les 1re et 5e colonnes (« No  » et « Première publication ») trient dans le même ordre.
  - Les séries en cours apparaissent en fin de tableau si le tri est effectué selon la 6e colonne. Elles sont triées entre elles par ordre de première publication.
  - Des clés de tri en hiragana sont utilisées pour la 2de colonne.
  - Les 7e et 8e colonnes disposent d'un système de clés de tri afin de ne pas avoir de diacritique.
- Les 5e et 6e colonnes sont sous la forme « aaaa.nn » où « aaaa » désigne l'année et « nn » le numéro de la publication à prendre en compte.
  - S'il s'agit d'un numéro double, il apparait sous la forme « aaaa.nn/NN » où NN désigne le second numéro.
  - Une balise d'appel de références est automatiquement créée pour chaque année utilisée dans le tableau, il est toutefois nécessaire de créer la référence correspondante en fin de page.
- Deux couleurs sont utilisées dans le tableau pour signaler les manga en cours de publication lors de la dernière mise à jour :

|  | Manga en cours de publication le 1er janvier 2013 ; |

|  | Manga transféré dans un autre magazine et encore en cours de publication le 1er janvier 2013. |

- La 4e colonne (« Titre français ») n'est remplie que s'il existe un titre officiel en français choisi par un éditeur francophone.
- Les liens vers les articles en français se font dans la 4e colonne si elle est remplie, dans la 3e sinon.
- Les liens vers les articles en japonais n'existent que si l'article existe.
- Chaque année, groupe de hiragana ou lettre dispose d'une ancre. Après avoir trié selon ses désirs le tableau, il est possible de faire une recherche grâce au cadre ci-dessous.

| Type                    | Type                    | Liens | Pour les colonnes                                                                           |
| ----------------------- | ----------------------- | --- | ------------------------------------------------------------------------------------------- |
| Par ordre chronologique | Par ordre chronologique | - 1980 - 1981 - 1982 - 1983 - 1984 - 1985 - 1986 - 1987 - 1988 - 1989 1990 - 1991 - 1992 - 1993 - 1994 - 1995 - 1996 - 1997 - 1998 - 1999 2000 - 2001 - 2002 - 2003 - 2004 - 2005 - 2006 - 2007 - 2008 - 2009 2010 - 2011 - 2012 | No , Première publication, Dernière publication Première publication, Dernière publication  |
| Par ordre chronologique | Par ordre chronologique | En cours | Dernière publication                                                                        |
| Titre                   | Par ordre numérique     | 0 à 9 | Titre japonais, Transcription, Traduction, Titre français, Auteur (dessinateur), Scénariste |
| Titre                   | Par ordre syllabaire    | - あ - か - さ - た - な - は - ま - や - ら - わ - ん | Titre japonais                                                                              |
| Titre                   | Par ordre alphabétique  | - A - B - C - D - E - F - G - H - I - J - K - L - M N - O - P - Q - R - S - T - U - V - W - X - Y - Z | Transcription, Traduction, Titre français, Auteur (dessinateur), Scénariste                 |

## Liste
Liste des séries ayant été pré-publiées dans le Weekly Young Magazine
Les dates des séries n'ayant pas de numéro d'issue sont approximatives et basées sur les dates de parution des volumes. Les dates des séries postérieures à 2008 sont issues du site de la Kōdansha
| No     | Titre japonais                        | Transcription                               | Titre français                          | Première publication | Dernière publication | Auteur (Dessinateur) | Scénariste        |
| ------ | ------------------------------------- | ------------------------------------------- | --------------------------------------- | -------------------- | -------------------- | -------------------- | ----------------- |
| 000 c  | んんん                                | zzzzz                                       | 1980                                    | 1980.00              | 1980.00              | zzzzz                | zzzzz             |
| 001    | こじき姫ルンペネラ                    | '                                           | —                                       | 1980.                | 1980.                | Osamu Tezuka         | —                 |
| 002    | ぎゅわんぶらあ自己中心派              | '                                           | —                                       | 1980.                | ?.                   | Masayuki Katayama    | —                 |
| 002 c  | んんん                                | zzzzz                                       | 1981                                    | 1981.00              | 1981.00              | zzzzz                | zzzzz             |
| 003    | 列島198X                              | Rettō 198X                                  | —                                       | 1981.                | 1982.                | Hajime Oki           | Sho Fumimura      |
| 004    | OH!タカラヅカ                         | Oh! Takarazuka                              | —                                       | 1981.                | ?.                   | Shinji Ono           | Sho Fumimura      |
| 004 c  | んんん                                | zzzzz                                       | 1982                                    | 1982.00              | 1982.00              | zzzzz                | zzzzz             |
| 005    | AKIRA                                 | Akira                                       | Akira                                   | 1982.                | 1990.                | Katsuhiro Otomo      | —                 |
| 006    | 本場ぢょしこうマニュアル              | Honba Jiyoshikō Manual                      | —                                       | 1982.                | ?.                   | Shinobu Arima        | —                 |
| 006 c  | んんん                                | zzzzz                                       | 1983                                    | 1983.00              | 1983.00              | zzzzz                | zzzzz             |
| 007    | ビー・バップ・ハイスクール            | Be-Bop-Highschool                           | —                                       | 1983.                | 2003.                | Kazuhiro Kiuchi      | —                 |
| 008    | J物語                                 | J Monogatari                                | —                                       | 1983.                | 1984.                | Michiharu Kusunoki   | —                 |
| 009    | ハロー張りネズミ                      | Haroo hari Nezumi                           | —                                       | 1983.                | ?.                   | Kenshi Hirokane      | —                 |
| 009 c  | んんん                                | zzzzz                                       | 1984                                    | 1984.00              | 1984.00              | zzzzz                | zzzzz             |
| 010    | 風呂上がりの夜空に                    | '                                           | —                                       | 1984.                | 1987.                | Jinko Kobayashi      | —                 |
| 011    | ASTRONAUTS                            | Astronauts                                  | —                                       | 1984.                | ?.                   | Hajime Oki           | Sho Fumimura      |
| 011 c  | んんん                                | zzzzz                                       | 1985                                    | 1985.00              | 1985.00              | zzzzz                | zzzzz             |
| 012    | 柔道部物語                            | '                                           | —                                       | 1985.                | 1991.                | Makoto Kobayashi     | —                 |
| 013    | バタアシ金魚                          | Bataashi Kingyo                             | —                                       | 1985.                | ?.                   | Minetarō Mochizuki   | —                 |
| 013 c  | んんん                                | zzzzz                                       | 1986                                    | 1986.00              | 1986.00              | zzzzz                | zzzzz             |
| 014    | Dr.クマひげ                           | Dr. Kumahige                                | —                                       | 1986.                | 1988.                | Takumi Nagayasu      | Sho Fumimura      |
| 015    | ファンキー・モンキー・ティーチャー    | '                                           | —                                       | 1986.                | ?.                   | Tsuru Moriyama       | —                 |
| 016    | シャコタン☆ブギ                       | Shakotan Boogie                             | —                                       | 1986.                | ?.                   | Michiharu Kusunoki   | —                 |
| 016 c  | んんん                                | zzzzz                                       | 1987                                    | 1987.00              | 1987.00              | zzzzz                | zzzzz             |
| 017    | サムライダー                          | Samurider                                   | —                                       | 1987.                | 1989.                | Shinichi Sugimura    | —                 |
| 018    | らじかる好キャンティ                  | Radical Scanty                              | —                                       | 1987.                | ?.                   | Katsumi Yamaguchi    | —                 |
| 018 c  | んんん                                | zzzzz                                       | 1988                                    | 1988.00              | 1988.00              | zzzzz                | zzzzz             |
| 019    | ゴリラーマン                          | Gorillaman                                  | —                                       | 1988.                | ?.                   | Sakuishi Harold      | —                 |
| 020    | 感じさせてBABY                        | Kanjisasete Baby                            | —                                       | 1988.                | ?.                   | Takeshi Ooshima      | —                 |
| 021    | P.S.元気です、俊平                    | P.S. Genki desu, Shunpei                    | —                                       | 1988.                | ?.                   | Fumi Saimon          | —                 |
| 021 c  | んんん                                | zzzzz                                       | 1989                                    | 1989.00              | 1989.00              | zzzzz                | zzzzz             |
| 022    | 工業哀歌バレーボーイズ                | Kōgyōaika Volleyboys                        | —                                       | 1989.                | 2006.                | Hiroyuki Murata      | —                 |
| 023    | ソフトにGIGOLO                        | Soft ni Gigolo                              | —                                       | 1989.                | 1989.                | Katsumi Yamaguchi    | —                 |
| 024    | ラブリン・モンロー                    | '                                           | —                                       | 1989.                | 1993.                | George Akiyama       | —                 |
| 025    | ハゲしいな!桜井くん                   | '                                           | —                                       | 1989.                | 1993.                | Atsuko Takakura      | —                 |
| 026    | 攻殻機動隊                            | Kōkaku Kidōtai                              | Ghost in the Shell                      | 1989.05              | 1997.                | Masamune Shirow      | —                 |
| 027    | シャキシャキ・カフェ                  | '                                           | —                                       | 1989.07              | 1989.38              | Masayuki Katayama    | —                 |
| 028    | 右向け左!                             | Migimuke Kesa!                              | —                                       | 1989.08              | 1991.25              | Shinichi Sugimura    | Sho Fumimura      |
| 029    | 3×3 EYES                              | 3x3 Eyes                                    | 3x3 Eyes                                | 1989.09              | 2002.39              | Yūzō Takada          | —                 |
| 030    | バイクメ〜ン                          | Baikume~n                                   | —                                       | 1989.36              | 1990.52              | Minetaro Mochizuki   | —                 |
| 030 c  | んんん                                | zzzzz                                       | 1990                                    | 1990.00              | 1990.00              | zzzzz                | zzzzz             |
| 031    | IKENAI!いんびテーション               | Ikenai! Invitation                          | —                                       | 1990.                | ?.                   | Tetsuya Koshiba      | —                 |
| 032    | キッス                                | Kiss                                        | —                                       | 1990.                | 1990.                | Naito Yamada         | —                 |
| 033    | 沙流羅                                | Mother Sarah                                | Mother Sarah                            | 1990.                | 2004.                | Takumi Nagayasu      | Katsuhiro Otomo   |
| 034    | さくらの唄                            | Sakura no Uta                               | —                                       | 1990.                | ?.                   | Tetsu Adachi         | —                 |
| 035    | Sex, Baseball & Rock'nroll            | Sex, Baseball & Rock'n Roll                 | —                                       | 1990.                | ?.                   | Satosumi Takaguchi   | —                 |
| 036    | 代紋TAKE2                             | Emblem Take 2                               | —                                       | 1990.10              | 2004.40              | Jun Watanabe (ja)    | Kazumasa Kiuchi   |
| 036 c  | んんん                                | zzzzz                                       | 1991                                    | 1991.00              | 1991.00              | zzzzz                | zzzzz             |
| 037    | パパと踊ろう                          | Papa to Odorō                               | —                                       | 1991.                | 1996.                | Chūya Chikazawa      | —                 |
| 038    | SUPER BASEBALL CLUB                   | SUPER BASEBALL CLUB                         | —                                       | 1991.                | 1991.                | Eiji Nonaka          | —                 |
| 039    | 天上天下唯我独尊                      | '                                           | —                                       | 1991.                | 1995.                | Tsuru Moriyama       | —                 |
| 040    | 高校の人達                            | '                                           | —                                       | 1991.                | 1996.                |                      | —                 |
| 041    | オマタかおる                          | Omata Kaoru                                 | —                                       | 1991.                | ?.                   | Yumiko Suzuki        | —                 |
| 042    | 42 ℃物語                              | 42°C Monogatari                             | —                                       | 1991.01              | 1991.10              | Naito Yamada         | —                 |
| 042 c  | んんん                                | zzzzz                                       | 1992                                    | 1992.00              | 1992.00              | zzzzz                | zzzzz             |
| 043    | 秘密結社αアルファー                   | Himitsu Kessha Alpha                        | —                                       | 1992.                | 1993.                | Tatsuhiko Ida        | —                 |
| 044    | DO-P-KAN                              | '                                           | —                                       | 1992.                | 1995.                | Shuichi Shigeno      | —                 |
| 045    | 遙かなるリング                        | '                                           | —                                       | 1992.                | 1995.                |                      | —                 |
| 046    | SWEET三国志                           | '                                           | —                                       | 1992.                | 1995.                | Masayuki Katayama    | —                 |
| 047    | お天気お姉さん                        | Otenki Oneesan                              | Mademoiselle météo                      | 1992.                | 1994.                | Tetsu Adachi         | —                 |
| 047 c  | んんん                                | zzzzz                                       | 1993                                    | 1993.00              | 1993.00              | zzzzz                | zzzzz             |
| 048    | ブレイド                              | Blade                                       | —                                       | 1993.                | 1995.                | Tatsuhiko Ida        | —                 |
| 049    | 天然少女 萬                           | Tennen Shōjo Man                            | —                                       | 1993.                | ?.                   | Tetsuya Koshiba      | —                 |
| 050    | バカイチ                              | Bakaichi                                    | —                                       | 1993.                | ?.                   | Sakuishi Harold      | —                 |
| 051    | EASY                                  | Easy                                        | —                                       | 1993.                | ?.                   | Ichiro Shinmurake    | —                 |
| 052    | 湾岸ミッドナイト                      | Wangan Midnight (manga)                     | —                                       | 1993.                | 2008.38              | Michiharu Kusunoki   | —                 |
| 053    | GOD SAVE THE すげこまくん!            | God Save the Sugekoma-kun!                  | —                                       | 1993.01              | 1998.03              | Noriko Nagano        | —                 |
| 054    | ライトニング・ブリゲイド              | Lightning Brigade                           | —                                       | 1993.06              | 1996.06              | Issei Eifuku         | —                 |
| 055    | 座敷女                                | Zashiki Onna                                | La dame de la chambre close             | 1993.13              | 1993.24              | Minetaro Mochizuki   | —                 |
| 056    | 行け!稲中卓球部                       | Ike ! Inachū takkyū-bu                      | —                                       | 1993.14              | 1996.47              | Minoru Furuya        | —                 |
| 056 c  | んんん                                | zzzzz                                       | 1994                                    | 1994.00              | 1994.00              | zzzzz                | zzzzz             |
| 057    | 競馬狂走伝ありゃ馬こりゃ馬            | Ariyama Koriyama                            | —                                       | 1994.                | ?.                   | Seiki Tsuchida       | Seiki Tabara      |
| 058    | サバンナのハイエナ                    | Savanna no hyena                            | —                                       | 1994.15              | 1994.29              | Sakuishi Harold      | —                 |
| 059    | 1・2の三四郎 2                        | 1-2 no Sanshirō 2                           | —                                       | 1994.17              | 1998.25              | Makoto Kobayashi     | —                 |
| 059 c  | んんん                                | zzzzz                                       | 1995                                    | 1995.00              | 1995.00              | zzzzz                | zzzzz             |
| 060    | 頭文字D                               | Initial D                                   | Initial D                               | 1995.                | —                    | Shuichi Shigeno      | —                 |
| 061    | 超・学園法人スタア学園                | Chō Gakkō Hōjin Star Gakuen                 | —                                       | 1995.                | ?.                   | Shinichi Sugimura    | —                 |
| 062    | ドラゴンヘッド                        | Dragon Head                                 | Dragon Head                             | 1995.                | ?.                   | Minetaro Mochizuki   | —                 |
| 062 c  | んんん                                | zzzzz                                       | 1996                                    | 1996.00              | 1996.00              | zzzzz                | zzzzz             |
| 063    | MAGARA                                | Magara                                      | —                                       | 1996.                | ?.                   | Osada Yu-Ko          | —                 |
| 064    | 青龍                                  | Seiryō                                      | —                                       | 1996.                | ?.                   | Takanori Yasaka      | Kazumasa Kiuchi   |
| 065    | 食べれません                          | Taberemasen                                 | —                                       | 1996.                | —                    | Yanwari Kazayama     | —                 |
| 066    | ストッパー毒島                        | Stopper Busujima                            | —                                       | 1996.07              | 1998.51              | Sakuishi Harold      | —                 |
| 067    | 賭博黙示録カイジ                      | Tobaku Mokushiroku Kaiji                    | —                                       | 1996.11              | 1999.36              | Nobuyuki Fukumoto    | —                 |
| 068    | サイコメトラーEIJI                    | Saikometorā Eiji                            | Psychometrer Eiji                       | 1996.18              | —                    | Masashi Asaki        | Yuma Ando         |
| 069    | ランブルフィッシュ                    | Rumble Fish                                 | —                                       | 1996.39              | 1996.50              | Ryūichirō Yamamoto   | —                 |
| 069 c  | んんん                                | zzzzz                                       | 1997                                    | 1997.00              | 1997.00              | zzzzz                | zzzzz             |
| 070    | 僕といっしょ                          | Boku to Issho                               | —                                       | 1997.                | 1998.                | Minoru Furuya        | —                 |
| 071    | おやすみ、幸せな夢が見られるように。  | '                                           | —                                       | 1997.                | 1997.                | Dragon Odawara       | —                 |
| 072    | 理想雀士ドトッパー                    | '                                           | —                                       | 1997.18              | 1997.46              | Masayuki Katayama    | —                 |
| 073    | プラスチック解体高校                  | Plastic Kaitai Koko                         | —                                       | 1997.39              | 1998.19              | Yoko Nihonbashi      | —                 |
| 073 c  | んんん                                | zzzzz                                       | 1998                                    | 1998.00              | 1998.00              | zzzzz                | zzzzz             |
| 074    | アゴなしゲンとオレ物語                | Ago Nashi Gen to Ore Monogatari             | —                                       | 1998.                | 2009.27              | Akira Hiramoto       | —                 |
| 075    | HeRalD                                | HeRalD                                      | —                                       | 1998.                | 1998.                | Tatsuhiko Ida        | —                 |
| 076    | イッパツ危機娘                        | Ippatsu Kiki Musume                         | —                                       | 1998.                | ?.                   | Shigemitsu Harada    | —                 |
| 077    | ラストマン                            | The Lastman                                 | —                                       | 1998.                | 2001.13              | Tatsuya Egawa        | —                 |
| 078    | おやすみなさい。                      | Oyasuminasai                                | —                                       | 1998.13              | 2002.46              | Dragon Odawara       | —                 |
| 078 c  | んんん                                | zzzzz                                       | 1999                                    | 1999.00              | 1999.00              | zzzzz                | zzzzz             |
| 079    | 莫逆家族                              | Bakugyaku Kazoku                            | —                                       | 1999.                | 2004.                | Hiroshi Tanaka       | —                 |
| 080    | グリーンヒル                          | Green Hill                                  | —                                       | 1999.                | 2000.                | Minoru Furuya        | —                 |
| 081    | 甲子園へ行こう!                       | Kōshien e Ikō!                              | —                                       | 1999.                | 2004.                | Norifusa Mita        | —                 |
| 082    | 極東学園天国                          | Kyokutō Gakuen Tengoku                      | —                                       | 1999.                | 2000.                | Yoko Nihonbashi      | —                 |
| 083    | LOVE GOD                              | Love God                                    | —                                       | 1999.                | ?.                   | Tetsuya Koshiba      | —                 |
| 084    | しあわせ団地                          | Shiawase Danchi                             | —                                       | 1999.                | —                    | Jirō Hasukoda        | —                 |
| 085    | ユキポンのお仕事                      | Yukipon no Oshigoto                         | —                                       | 1999.                | —                    | Hiroshi Azuma        | —                 |
| 086    | フローズン                            | Frozen                                      | —                                       | 1999.01              | 2000.33              | Sayaka Yamazaki      | —                 |
| 087    | バカ姉弟                              | Baka Kyōdai                                 | —                                       | 1999.28              | —                    | Tetsu Adachi         | —                 |
| 087 c  | んんん                                | zzzzz                                       | 2000                                    | 2000.00              | 2000.00              | zzzzz                | zzzzz             |
| 088    | 花とみつばち                          | Hana to Mitsubachi                          | Plaire à tout prix                      | 2000.                | 2003.                | Moyoko Anno          | —                 |
| 089    | クーデタークラブ                      | Coup d'État Club                            | —                                       | 2000.                | ?.                   | Kōji Matsumoto       | —                 |
| 090    | 空手小公子 小日向海流                 | Karate Shōkōshi Kohinata Minoru             | —                                       | 2000.                | 2012.39              | Yasushi Baba         | —                 |
| 091    | なにわ友あれ                          | Naniwa Tomoare                              | —                                       | 2000.                | —                    | Katsuhisa Minami     | —                 |
| 092    | すべてに射矢ガール                    | Subete ni Iya Girl                          | —                                       | 2000.                | 2002.27              | Koji Rokunishi       | —                 |
| 093    | エリートヤンキー三郎                  | Elite Yankee Saburō                         | —                                       | 2000.12              | 2005.24              | Shūji Abe            | —                 |
| 094    | 賭博破戒録カイジ                      | Tobaku Hakairoku Kaiji                      | —                                       | 2000.22              | 2004.09              | Nobuyuki Fukumoto    | —                 |
| 095    | ちょびっツ                            | Chobits                                     | Chobits                                 | 2000.43              | 2002.48              | Clamp                | —                 |
| 095 c  | んんん                                | zzzzz                                       | 2001                                    | 2001.00              | 2001.00              | zzzzz                | zzzzz             |
| 096    | 2人暮らし                             | Futari-Gurashi                              | —                                       | 2001.                | 2004.                | Hiroshi Ichikawa     | —                 |
| 097    | ヒミズ                                | Himizu                                      | —                                       | 2001.02・03          | 2002.15              | Minoru Furuya        | —                 |
| 098    | ガタピシ車でいこう!!                  | Gatapishi-Sha de Ikō!!                      | —                                       | 2001.05･06           | ?.                   | Masayuki Yamamoto    | —                 |
| 099    | ガガガガ                              | '                                           | —                                       | 2001.45              | 2002.04・05          |                      | —                 |
| 099 c  | んんん                                | zzzzz                                       | 2002                                    | 2002.00              | 2002.00              | zzzzz                | zzzzz             |
| 100    | R-16                                  | R-16                                        | —                                       | 2002.                | 2007.46              | Shinya Kuwahara      | Hiroto Saki       |
| 101    | BANKERS                               | Bankers                                     | —                                       | 2002.01              | ?.                   | Yusaku Mori          | —                 |
| 102    | リモート                              | Remote                                      | Remote                                  | 2002.09              | ?.                   | Tetsuya Koshiba      | Seimaru Amagi     |
| 103    | 今日の5の2                            | Kyō no go no ni                             | —                                       | 2002.09              | 2003.16              | Coharu Sakuraba      | —                 |
| 104    | アーサーGARAGE                        | Other Garage                                | —                                       | 2002.11              | 2005.                |                      | —                 |
| 105    | おっぱいジョッキー                    | Oppai Jockey                                | —                                       | 2002.17              | ?.                   | Mitiaki Kiyama       | —                 |
| 106    | 妹は思春期                            | Imōto wa Shishunki                          | —                                       | 2002.27              | 2007.52              | Tozen Ujiie          | —                 |
| 107    | ヤマト猛る!                           | Yamato Takeru!                              | —                                       | 2002.28              | 2003.48              | Hideki Miyashita     | —                 |
| 108    | 万祝                                  | Maiwai                                      | Maiwai                                  | 2002.39              | ?.                   | Minetaro Mochizuki   | —                 |
| 109    | ウッハ!ハーレム学生寮                 | Uhha! Harem Gakuseiryō                      | —                                       | 2002.47              | ?.                   | Madoka Matsūra       | —                 |
| 110    | 彼岸島                                | Higanjima                                   | Higanjima                               | 2002.49              | 2010.32              | Kōji Matsumoto       | —                 |
| 110 c  | んんん                                | zzzzz                                       | 2003                                    | 2003.00              | 2003.00              | zzzzz                | zzzzz             |
| 111    | アバンギャルド夢子                    | Avant-garde Yumeko                          | —                                       | 2003.                | 2003.                | Shūzō Oshimi         | —                 |
| 112    | シガテラ                              | Ciguatera                                   | —                                       | 2003.                | 2005.                | Minoru Furuya        | —                 |
| 113    | でろでろ                              | Dero Dero                                   | —                                       | 2003.                | 2009.28              | Rensuke Oshikiri     | —                 |
| 114    | ラブ♥らっきぃ                         | Love Lucky                                  | —                                       | 2003.                | ?.                   | Aki Katsu            | —                 |
| 115    | XXXHOLiC                              | xxxHolic                                    | xxxHOLiC                                | 2003.13              | 2010.16              | Clamp                | —                 |
| 116    | けっこう仮面P                         | Kekkō Kamen P                               | —                                       | 2003.39              | 2004.27              | Seiju Minato         | Go Nagai          |
| 116 c  | んんん                                | zzzzz                                       | 2004                                    | 2004.00              | 2004.00              | zzzzz                | zzzzz             |
| 117    | アウト・ロー                          | Out Law                                     | —                                       | 2004.                | 2007.                | Kōji Kōno            | Kazumasa Kiuchi   |
| 118    | 猿ロック                              | Saru Lock                                   | Saru Lock                               | 2004.                | 2009.46              | Naoki Serizawa       | —                 |
| 119    | Deep Love REAL                        | Deep Love: Real                             | —                                       | 2004.                | 2009.52              | Tetsu                | Yoshi             |
| 120    | ガキジャン                            | Gakijan                                     | —                                       | 2004.                | 2009.03              |                      | —                 |
| 121    | こぐまレンサ                          | Koguma Rensa                                | —                                       | 2004.                | ?.                   | Koji Rokunishi       | —                 |
| 122    | 熱血番長鬼瓦椿                        | Nekketsu Banchō Onigawara Tsubaki           | —                                       | 2004.                | ?.                   |                      | —                 |
| 123    | ややBUSU                              | Yaya Busu                                   | —                                       | 2004.                | ?.                   | Kazuo Maekawa        | Ayano Ayanokōji   |
| 124    | みなみけ                              | Minami-ke                                   | —                                       | 2004.14              | —                    | Coharu Sakuraba      | —                 |
| 125    | 赤灯えれじい                          | Sekitō Elergy                               | —                                       | 2004.18              | 2008.24              | Takashi Kira         | —                 |
| 126    | センゴク                              | Sengoku                                     | —                                       | 2004.21              | 2007.45              | Hideki Miyashita     | —                 |
| 127    | 賭博堕天録カイジ                      | Tobaku Datenroku Kaiji                      | —                                       | 2004.28              | 2008.08              | Nobuyuki Fukumoto    | —                 |
| 128    | BIOMEGA                               | BioMega                                     | Biomega                                 | 2004.29              | 2004.41              | Tsutomu Nihei        | —                 |
| 129    | 野獣社員ツキシマ                      | Yajū Shain Tsukishima                       | —                                       | 2004.48              | —                    | Hideki Owada         | —                 |
| 129 c  | んんん                                | zzzzz                                       | 2005                                    | 2005.00              | 2005.00              | zzzzz                | zzzzz             |
| 130    | チェリーナイツ                        | Cherry Nights                               | —                                       | 2005.                | ?.                   | Dragon Odawara       | —                 |
| 131    | デビルエクスタシー                    | Devil Ecstasy                               | —                                       | 2005.                | ?.                   | Shūzō Oshimi         | —                 |
| 132    | Y十M 〜柳生忍法帖〜                   | Y十M                                        | —                                       | 2005.                | 2008.27              | Masaki Segawa        | Fūtarō Yamada     |
| 133    | 愛斜堂                                | Aishadō                                     | —                                       | 2005.                | ?.                   | Kentarō Okamoto      | —                 |
| 134    | ダイナマイト☆ビューティー!!           | Dynamite Beauty!!                           | —                                       | 2005.                | ?.                   | Madoka Matsūra       | —                 |
| 135    | 諸刃の博徒 麒麟                       | Moroha no Bakuto Kirin                      | —                                       | 2005.                | 2008.41              | Tama Tsuchiya        | Kōzō Murao        |
| 136    | RED                                   | Red                                         | —                                       | 2005.10              | 2005.48              | Kenichi Muraeda      | —                 |
| 137    | 新宿スワン                            | Shinjuku Swan                               | —                                       | 2005.20              | —                    | Ken Wakui            | —                 |
| 138    | 女神の鬼                              | Megami no Oni                               | —                                       | 2005.21・22          | —                    | Hiroshi Tanaka       | —                 |
| 139    | エリートヤンキー三郎 第2部:風雲野望編 | Elite Yankee Saburō 2                       | —                                       | 2005.25              | 2010.18              | Shūji Abe            | —                 |
| 140    | 喧嘩商売                              | Kenka Shōbai                                | —                                       | 2005.28              | —                    | Yasuaki Kita         | —                 |
| 141    | RIN                                   | Rin                                         | —                                       | 2005.46              | 2006.01              | Hideki Arai          | —                 |
| 141 c  | んんん                                | zzzzz                                       | 2006                                    | 2006.00              | 2006.00              | zzzzz                | zzzzz             |
| 142    | CHILL                                 | Chill                                       | —                                       | 2006.                | 2008.35              | Masato Natsumoto     | Kazumasa Kiuchi   |
| 143    | 好色哀歌 元バレーボーイズ             | Kōgyōaika Moto Volleyboys                   | —                                       | 2006.                | 2011.09              | Hiroyuki Murata      | —                 |
| 144    | 満開少女                              | Mankai Otome                                | —                                       | 2006.                | 2006.                | Tetsuya Koshiba      | —                 |
| 145    | 熱血中古屋魂!! アーサーGARAGE         | Nekketsu Chūkoshaya Tamashii!! Other Garage | —                                       | 2006.                | 2010.24              |                      | —                 |
| 146    | ウイニング・チケット                  | Winning Ticket                              | —                                       | 2006.                | 2011.26              | Hiromoto Komatsu     | Kiyoaki Kawamura  |
| 147    | 軍バリ!                               | Gunbari!                                    | —                                       | 2006.                | ?.                   | Yu Lee Jung          | ?                 |
| 148    | カテキン                              | Katekin                                     | —                                       | 2006.                | 2008.26              | Makoto Ojiro         | —                 |
| 149    | 天然華汁さやか                        | Tennen Kajū Sayaka                          | —                                       | 2006.                | 2008.11              | Kunikazu Sanō        | —                 |
| 150    | わにとかげぎす                        | Wanitokagegisu                              | —                                       | 2006.17              | 2007.24              | Minoru Furuya        | —                 |
| 150 c  | んんん                                | zzzzz                                       | 2007                                    | 2007.00              | 2007.00              | zzzzz                | zzzzz             |
| 151    | RRR                                   | RRR                                         | —                                       | 2007.                | 2009.38              | Jun Watanabe (ja)    | —                 |
| 152    | やりすぎコンパニオンとアタシ物語      | Yarisugi Companion to Atashi Monogatari     | —                                       | 2007.                | 2008.08              | Akira Hiramoto       | —                 |
| 153    | ユウタイノヴァ                        | Yūtai Nova                                  | —                                       | 2007.                | 2008.19              | Shūzō Oshimi         | —                 |
| 154    | ゲヘヘのヌベコ                        | Gehehe no Nubeko                            | —                                       | 2007.                | —                    | Suzuki Issei         | —                 |
| 155    | 奇食ハンター                          | Kishoku Hunter                              | —                                       | 2007.                | 2010.15              | Masayuki Yamamoto    | —                 |
| 156    | 逆転検事                              | Gyakuten Kenji                              | Phoenix Wright: Ace Attorney            | 2007.17              | 2009.41              | Kazuo Maekawa        | Kenji Kuroda      |
| 156 c  | んんん                                | zzzzz                                       | 2008                                    | 2008.00              | 2008.00              | zzzzz                | zzzzz             |
| 157    | センゴク 天正記                       | Sengoku Tenshōki                            | —                                       | 2008.03              | 2012.26              | Hideki Miyashita     | —                 |
| 158    | となりで聞くSEX                       | '                                           | —                                       | 2008.17              | 2010.01              |                      | —                 |
| 159    | 僕の彼女はサイボーグ                  | Boku no Kanojo wa Cyborg                    | —                                       | 2008.26              | 2008.40              | Akihiro Nakamura     | —                 |
| 160    | ヒメアノ〜ル                          | Himeano~ru                                  | —                                       | 2008.27              | 2010.12              | Minoru Furuya        | —                 |
| 161    | COPPELION                             | Coppelion                                   | —                                       | 2008.28              | 2012.23              | Tomonori Inōe        | —                 |
| 162    | セクシーDANSU☆GAI ユビキタス大和      | Ubiquitous Yamato                           | —                                       | 2008.29              | 2010.27              | Kyōdai Renoir        | —                 |
| 163    | きんぼし                              | Kinboshi                                    | —                                       | 2008.30              | 2009.01              | Akashi Hideyuki      | —                 |
| 164    | 湾岸ミッドナイト C1ランナー           | Wangan Midnight: C1 runner                  | —                                       | 2008.40              | 2012.31              | Michiharu Kusunoki   | —                 |
| 165    | 笑える子羊                            | Waraeru Kohitsuji                           | —                                       | 2008.42              | 2009.13              | Kentarō Okamoto      | —                 |
| 166    | 破道の門                              | Hadō no Mon                                 | —                                       | 2008.43              | 2010.45              | Toshiya Higashimoto  | —                 |
| 167    | Kiss×sis                              | Kiss x Sis                                  | —                                       | 2008.44              | 2009.48              | Bow Ditama           | —                 |
| 167 c  | んんん                                | zzzzz                                       | 2009                                    | 2009.00              | 2009.00              | zzzzz                | zzzzz             |
| 168    | R-中学生                              | R-Chūgakusei                                | —                                       | 2009.01              | —                    | Yukiko Gotō          | —                 |
| 169    | 暴想処女                              | Bōsō Shojo                                  | —                                       | 2009.02              | 2011.17              | Sora Torikawa        | —                 |
| 170    | 肉の唄                                | Niku no Uta                                 | —                                       | 2009.06・07          | 2009.24              | Kōji Kōno            | —                 |
| 171    | プロレスメン                          | Puroresu Men                                | —                                       | 2009.12              | 2009.17              | Nakamura Gentlemen   | —                 |
| 172    | 痛車でいこう!!                        | Itasha de Ikō!!                             | —                                       | 2009.14              | 2009.36・37          | Masayuki Yamamoto    | —                 |
| 173    | 青春上京物語 ていおん日記             | '                                           | —                                       | 2009.24              | 2009.34              |                      | —                 |
| 174    | ケッチン                              | Kecchin                                     | —                                       | 2009.26              | —                    | Takashi Kira         | —                 |
| 175    | 賭博堕天録カイジ 和也編               | Tobaku Mokushiroku Kaiji: Kazuyahen         | —                                       | 2009.27              | —                    | Nobuyuki Fukumoto    | —                 |
| 176    | も〜れつバンビ                        | Moretsu Banbi                               | —                                       | 2009.29              | 2010.36              | Haruko Kashiwagi     | —                 |
| 177    | みんな!エスパーだよ!                  | Minna! Esper Dayo!                          | —                                       | 2009.33              | —                    | Kiminori Wakasugi    | —                 |
| 178    | エリちゃんとテルくん                  | '                                           | —                                       | 2009.39              | 2011.21・22          |                      | —                 |
| 179    | カイタン                              | Kaitan                                      | —                                       | 2009.44              | 2010.38              | Hiroshi Kisaki       | —                 |
| 180    | 熱いぞ!猫ヶ谷!!                       | Atsui zo! Negokaya!!                        | —                                       | 2009.49              | 2011.20              | Aki Katsu            | —                 |
| 180 c  | んんん                                | zzzzz                                       | 2010                                    | 2010.00              | 2010.00              | zzzzz                | zzzzz             |
| 181    | 攻殻機動隊 STAND ALONE COMPLEX        | Kōkaku Kidōtai: Stand Alone Complex         | Ghost in the Shell: Stand Alone Complex | 2010.02              | 2010.14              | Masamune Shirow      | —                 |
| 182    | コラソン サッカー魂                   | Coraçáon                                    | —                                       | 2010.13              | 2012.01              | Natsuko Heiuchi      | —                 |
| 183    | Abaddon                               | Abaddon                                     | —                                       | 2010.15              | 2012.12              | Ken Wakui            | —                 |
| 184    | バッキバキのバッキバキ!               | Bakki Baki no Bakki Baki!                   | —                                       | 2010.16              | 2010.43              | Tsuneri Chikubi      | —                 |
| 185    | 遊撃少女遊美                          | Yūgi Shōjo Yūmi                             | —                                       | 2010.24              | 2011.13              | Shinsuke Takahashi   | Yamato Koganemaru |
| 186    | モンタージュ                          | Montage                                     | Montage                                 | 2010.27              | —                    | Jun Watanabe (ja)    | —                 |
| 187    | センゴク外伝 桶狭間戦記               | Sengoku Gaiden: Okehazama Senki             | —                                       | 2010.28              | 2010.50              | Hideki Miyashita     | —                 |
| 188    | 砂の栄冠                              | Suna no Eikan                               | —                                       | 2010.30              | —                    | Norifusa Mita        | —                 |
| 189    | 彼岸島 最後の47日間                   | Higanjima: Saigo no 47 Hiai                 | —                                       | 2010.35・36          | —                    | Kōji Matsumoto       | —                 |
| 190    | 二瘤駱駝                              | Futakoburakuda                              | —                                       | 2010.37              | 2011.32              | Akashi Hideyuki      | —                 |
| 191    | クロヒョウ 龍が如く新章               | Kurohyō: Ryū ga Gotoku Shinshō              | —                                       | 2010.42              | 2011.24              | Yukai Asada          | Sega              |
| 192    | ココロの飼い方                        | Kokoro no Kaikata                           | —                                       | 2010.43              | 2012.26              | Yoko Kotani          | —                 |
| 193    | イモリ201                             | Imori 201                                   | —                                       | 2010.51              | —                    | Yū Imai              | —                 |
| 193 c  | んんん                                | zzzzz                                       | 2011                                    | 2011.00              | 2011.00              | zzzzz                | zzzzz             |
| 194    | 七匹の侍                              | Nanashiki no Samurai                        | —                                       | 2011.04・05          | 2011.34              | Masakazu Suzuki      | —                 |
| 195    | 監獄学園                              | Kangoku Gakuen                              | Prison School                           | 2011.10              | —                    | Akira Hiramoto       | —                 |
| 196    | マスカラ                              | Mascara                                     | —                                       | 2011.11              | 2011.45              | Nobuto Hagio         | —                 |
| 197    | アカポリ                              | Akapoli                                     | —                                       | 2011.24              | 2011.46              | Tetsuya Koshiba      | Tomihiko Tokunaga |
| 198    | GREEN BLOOD                           | Green Blood                                 | Green Blood                             | 2011.28              | —                    | Masasumi Kakizaki    | —                 |
| 199    | 絶品!らーめん娘                       | Zeppin! Ramen Musume                        | —                                       | 2011.28              | —                    | Kazuyoshi Tomoki     | —                 |
| 200    | ウイニング・チケット2                 | Winning Ticket II                           | —                                       | 2011.29              | 2012.19              | Hiromoto Komatsu     | Kiyoaki Kawamura  |
| 201    | 雪にツバサ                            | Yuki ni Tsubasa                             | —                                       | 2011.33              | —                    | Shin Takahashi       | —                 |
| 202    | ワイルドチェリーナイツ                | Wild Cherry Nights                          | —                                       | 2011.39              | 2012.38              | Dragon Odawara       | —                 |
| 203    | 革命戦士 犬童貞男                     | Kakumei Senshi Inudō Sadao                  | —                                       | 2011.46              | —                    | Shōhei Sasaki        | —                 |
| 203 c  | んんん                                | zzzzz                                       | 2012                                    | 2012.00              | 2012.00              | zzzzz                | zzzzz             |
| 204    | ドクター早乙女                        | Doctor Saotome                              | —                                       | 2012.01              | 2012.36・37          | Hiroyuki Murata      | —                 |
| 205    | ポンチョ                              | Poncho                                      | —                                       | 2012.06              | 2012.48              | Katsumi Tatsuzawa    | —                 |
| 206    | 井の頭ガーゴイル                      | Ino Atama Gargoyle                          | —                                       | 2012.07              | —                    | Tohru Fujisawa       | —                 |
| 207    | さばドル                              | Saba Doll                                   | —                                       | 2012.07              | —                    | Akihiro Nakamura     | —                 |
| 208    | 半獣                                  | Hanjū                                       | —                                       | 2012.09              | 2012.28              | Daisuke Watanabe     | —                 |
| 209    | 軍艦少年                              | Gunkan Shōnen                               | —                                       | 2012.21・22          | —                    | Daiju Yanauchi       | —                 |
| 210    | サルチネス                            | Saruchinesu                                 | —                                       | 2012.26              | —                    | Minoru Furuya        | —                 |
| 211    | 8♀1♂                                  | 8♀1♂                                        | —                                       | 2012.28              | —                    | Kaori Saki           | —                 |
| 212    | センゴク一統記                        | Sengoku ittōki                              | —                                       | 2012.31              | —                    | Hideki Miyashita     | —                 |
| 213    | ハンツー×トラッシュ                   | Hantsu x Torasshu                           | —                                       | 2012.34              | —                    | Hiyoko Kobayashi     | —                 |
| 214    | Superstar                             | Superstar                                   | —                                       | 2012.40              | —                    | Shūji Abe            | —                 |
| 215    | チェリーナイツＲ                      | Cherry Nights R                             | —                                       | 2012.41              | —                    | Dragon Odawara       | —                 |
| 216    | デザート                              | Desert                                      | —                                       | 2012.41              | —                    | Junichi Yoshizawa    | —                 |
| 217    | 空手小公子物語                        | Karate shōkōshi monogatari                  | —                                       | 2012.42              | —                    | Yasushi Baba         | —                 |
| 218    | エイト                                | Eight                                       | —                                       | 2012.44              | —                    | Michiharu Kusunoki   | —                 |
| 219    | さどんです                            | Sudden Death                                | —                                       | 2012.52              | —                    | Kyo Hatsuki          | —                 |
| 219 c  | んんん                                | zzzzz                                       | 2013                                    | 2013.00              | 2013.00              | zzzzz                | zzzzz             |
| 996 01 | んんん                                | zzzzz                                       | En cours                                | 9996.01              | 9996.1968 00         | zzzzz                | zzzzz             |
| 997 01 | 00000                                 | 00000                                       | 0-9                                     | 9997.01              | 9997.01              | 00000                | 00000             |
| 998 01 | あ                                    | zzzzz                                       | あ à お                                 | 9998.01              | 9998.01              | zzzzz                | zzzzz             |
| 998 02 | か                                    | zzzzz                                       | か à こ                                 | 9998.02              | 9998.02              | zzzzz                | zzzzz             |
| 998 03 | さ                                    | zzzzz                                       | さ à そ                                 | 9998.03              | 9998.03              | zzzzz                | zzzzz             |
| 998 04 | た                                    | zzzzz                                       | た à と                                 | 9998.04              | 9998.04              | zzzzz                | zzzzz             |
| 998 05 | な                                    | zzzzz                                       | な à の                                 | 9998.05              | 9998.05              | zzzzz                | zzzzz             |
| 998 06 | は                                    | zzzzz                                       | は à ほ                                 | 9998.06              | 9998.06              | zzzzz                | zzzzz             |
| 998 07 | ま                                    | zzzzz                                       | ま à も                                 | 9998.07              | 9998.07              | zzzzz                | zzzzz             |
| 998 08 | や                                    | zzzzz                                       | や à よ                                 | 9998.08              | 9998.08              | zzzzz                | zzzzz             |
| 998 09 | ら                                    | zzzzz                                       | ら à ろ                                 | 9998.09              | 9998.09              | zzzzz                | zzzzz             |
| 998 10 | わ                                    | zzzzz                                       | わ à を                                 | 9998.10              | 9998.10              | zzzzz                | zzzzz             |
| 998 11 | ん                                    | zzzzz                                       | ん                                      | 9998.11              | 9998.11              | zzzzz                | zzzzz             |
| 999 01 | んんん                                | A                                           | A                                       | 9999.01              | 9999.01              | A                    | A                 |
| 999 02 | んんん                                | B                                           | B                                       | 9999.02              | 9999.02              | B                    | B                 |
| 999 03 | んんん                                | C                                           | C                                       | 9999.03              | 9999.03              | C                    | C                 |
| 999 04 | んんん                                | D                                           | D                                       | 9999.04              | 9999.04              | D                    | D                 |
| 999 05 | んんん                                | E                                           | E                                       | 9999.05              | 9999.05              | E                    | E                 |
| 999 06 | んんん                                | F                                           | F                                       | 9999.06              | 9999.06              | F                    | F                 |
| 999 07 | んんん                                | G                                           | G                                       | 9999.07              | 9999.07              | G                    | G                 |
| 999 08 | んんん                                | H                                           | H                                       | 9999.08              | 9999.08              | H                    | H                 |
| 999 09 | んんん                                | I                                           | I                                       | 9999.09              | 9999.09              | I                    | I                 |
| 999 10 | んんん                                | J                                           | J                                       | 9999.10              | 9999.10              | J                    | J                 |
| 999 11 | んんん                                | K                                           | K                                       | 9999.11              | 9999.11              | K                    | K                 |
| 999 12 | んんん                                | L                                           | L                                       | 9999.12              | 9999.12              | L                    | L                 |
| 999 13 | んんん                                | M                                           | M                                       | 9999.13              | 9999.13              | M                    | M                 |
| 999 14 | んんん                                | N                                           | N                                       | 9999.14              | 9999.14              | N                    | N                 |
| 999 15 | んんん                                | O                                           | O                                       | 9999.15              | 9999.15              | O                    | O                 |
| 999 16 | んんん                                | P                                           | P                                       | 9999.16              | 9999.16              | P                    | P                 |
| 999 17 | んんん                                | Q                                           | Q                                       | 9999.17              | 9999.17              | Q                    | Q                 |
| 999 18 | んんん                                | R                                           | R                                       | 9999.18              | 9999.18              | R                    | R                 |
| 999 19 | んんん                                | S                                           | S                                       | 9999.19              | 9999.19              | S                    | S                 |
| 999 20 | んんん                                | T                                           | T                                       | 9999.20              | 9999.20              | T                    | T                 |
| 999 21 | んんん                                | U                                           | U                                       | 9999.21              | 9999.21              | U                    | U                 |
| 999 22 | んんん                                | V                                           | V                                       | 9999.22              | 9999.22              | V                    | V                 |
| 999 23 | んんん                                | W                                           | W                                       | 9999.23              | 9999.23              | W                    | W                 |
| 999 24 | んんん                                | X                                           | X                                       | 9999.24              | 9999.24              | X                    | X                 |
| 999 25 | んんん                                | Y                                           | Y                                       | 9999.25              | 9999.25              | Y                    | Y                 |
| 999 26 | んんん                                | Z                                           | Z                                       | 9999.26              | 9999.26              | Z                    | Z                 |